# 상남면 (인제군)
상남면(上南面)은 대한민국 강원특별자치도 인제군의 면이다. 넓이는 197.55km2이고, 인구는 2012년 기준으로 783세대 1,675명이다.

## 연혁
- 고구려 : 기지군(基知郡)에 속함. 이후 신라의 영토로 들어감.
- 고려 : 안변도호부(安邊道護府) 춘주군(春州郡)의 속현으로 기린현(麒麟峴)이라 함.
- 조선 : 춘천도호부(春川都護府) 춘주군(春州郡)의 속현이 됨.
- 1906년 : 인제군 기린면에 편입.
- 1914년 : 행정구역 폐합에 따라 상남리(上南里)의 일부를 남면 김부리(金富里)에 넘김.
- 1945년 9월 18일 : 38선이 그어짐에 따라 홍천군 신남면에 편입.
- 1954년 : 수복지구 행정 이양에 따라 다시 인제군 기린면으로 환원.
- 1973년 7월 : 홍천군 내면의 미산리(美山里)가 편입됨. 상남1리에 기린면사무소 상남출장소를 두어 상남리(上南里)와 미산리(美山里)를 관할.
- 1983년 1월 10일 : 대통령령 제11027호에 의거 상남리(上南里),하남리(下南里), 미산리(美山里)와 남면의 김부리(金富里)를 편입시켜 기린면 상남출장소에서 상남면으로 승격.

## 행정 구역
| 법정리 | 한자명 | 행정리                             | 비고                              |
| ------ | ------ | ---------------------------------- | --------------------------------- |
| 김부리 | 金富里 | 김부1리, 김부2리                   | 김부리 일대 행정리 상남2리에 편입 |
| 미산리 | 美山里 | 미산1리, 미산2리                   |                                   |
| 상남리 | 上南里 | 상남1리, 상남2리, 상남3리, 상남4리 | 면사무소 소재지                   |
| 하남리 | 下南里 | 하남1리, 하남2리, 하남3리          |                                   |

## 교육
- 하남초등학교
- 상남초등학교
- 상남중학교

## 관광
- 미산계곡
- 용소폭포